# هرب سارجنت
هرب سارجنت (انگلیسی: Herb Sargent؛ ‏ ۱۵ ژوئیهٔ ۱۹۲۳ – ۶ مهٔ ۲۰۰۵) تهیه‌کننده تلویزیونی و فیلم‌نامه‌نویس اهل ایالات متحده آمریکا بود.
از فیلم‌ها یا مجموعه‌های تلویزیونی که وی در آن‌ها نقش داشته‌است می‌توان به پخش زنده شنبه شب اشاره نمود.
وی همچنین برندهٔ جوایزی همچون جایزه امی شده‌است.